# 実況パワフルプロ野球15
『実況パワフルプロ野球15』（じっきょう ぱわふるぷろやきゅうじゅうご）は、2008年7月24日にコナミデジタルエンタテインメントから発売されたPlayStation 2・Wii用ゲームソフト。実況パワフルプロ野球シリーズの15作目にあたる。この作品では毎年恒例となっていた決定版は発売されなかった（公式サイトなどで事前にアナウンスされていた）。現在のところナンバリングタイトルとして発売された最後のパワプロであり、またWiiで発売された唯一のナンバリングタイトルである（その後、PlayStationシリーズと任天堂ハードのマルチプラットフォームによるパワプロシリーズ作品は『eBASEBALLパワフルプロ野球2020』まで待つこととなる）。
関連作品として選手データが更新された『実況パワフルプロ野球2009』がある。

## 概要
対戦
- プロ野球12チーム、または自分で作成したアレンジチームから1チーム選び、1試合の対戦をする（1P対2P、1P対COM、COM対COMの観戦も可能）。
- 本作では一部チームは特殊ユニフォームでも使用可能になった。

サクセス
- 『白球ドリーム』と『栄冠ナイン 目指せ名門野球部!』の2種類がある。後述も参照。

ペナント
- 最長20年プレイ可能。ドラフトで新人獲得することができる。本作よりお金（Cp）が追加され、年俸・新外国人・FA選手などの戦力補強にお金が必要となった。
- 本作からは架空球場がペナントで使用可能となった。

マイライフ
- 最大20年プレイ可能。自分の分身を作る「プロ野球人生編」、サクセスなどで作った選手を使う「オリジナル選手編」以外のプレイモードは廃止され、キャラメイクもパワプロ14以前とは異なる物になった。
- 試合での活躍やイベントなどで手に入る「マイ魂」を、また試合や練習などで手に入る「うつわ」に注ぎ込むことで、自身の能力を伸ばしたり同僚や彼女候補などとの仲を深めたり、自分の家を高級なものにしたりするシステムに変更となる。
- 上記に伴いアイテムと所持金のシステムが廃止されている。

ホームラン競争
- タイミングを狙ってホームランを打つモード。本作は、ごほうび選手がない。

野球教室
- コーチが投打走守を練習させてくれる。

テーマソング
- 「The Fighting Man」（作曲・編曲田中昭一, 広野智章, 実況パワフルプロ野球サウンドチーム）
- 今作は歌がなくサウンドのみである。映像にもサクセス選手は登場しない。
- 登場選手（背番号で判明してる選手のみ）
- 中日　中村紀洋、川上憲伸、荒木雅博
- 読売　上原浩治、高橋由伸
- 阪神　赤星憲広
- ヤクルト　宮本慎也
- 広島　前田智徳、梵英心
- 日本ハム　森本稀哲
- 西武　片岡治大、中島宏之
- 横浜　石井琢朗、三浦大輔、村田修一
- 楽天　岩隈久志
- オリックス　濱中治、タフィ・ローズ
- ロッテ　成瀬善久

応援曲
- オリジナルの応援曲が作れる（本作から「鳴り物」「かけ声」のパターンがあわせて21種類追加された）。

データあれこれ
- 選手の能力を見たりパスワード入力などができる。選手能力を見るときは本作から選手が所属するチームから選択する方式に変更された。PS2版はPSP用の実況パワフルプロ野球ポータブル3と、Wii版はニンテンドーDS用のパワプロクンポケット10で、選手や応援曲のやり取りができる。

リモパワ
- Wii版のみのモード。Wiiリモコンを使った直感的な操作で、誰でも簡単に対戦・ホームラン競争が楽しめる。Mii対応。本作から「ハッスル設定」が追加され、より本物さながらの野球が体験できる。

- なお、本作ではオンライン機能が実装されておらず、『10』から続いていたオンライン専用モード「パワプロ通信」は存在しない。

## 前作からの変更点
クローズアップシステム
特定の条件下で得点圏にランナーが進む（進められる）とシステムが発動し、打点を挙げる・打者を抑えるなど対決に勝利した側が調子の良悪に関わらず次の攻撃から全ての打者が絶好調状態になり、打力がアップする。イニングが終了すると効果は消える。また、サクセスモードではクローズアップシステムは発動しない。
条件は以下の3種類。
ターニングポイント
同点または一発逆転のチャンス時に発動。対決に勝利した側が次の攻撃から打力がアップする。
アタックポイント
ビハインド時に攻撃側に発動。打点を挙げると次の打者から打力がアップする。
ディフェンスポイント
ビハインド時に守備側に発動。そのイニングを無失点に抑えると次の攻撃から打力がアップする。
- 投球時に投手が投げたボールの回転が表示されるようになった。これにより、軌道だけでなく回転によって変化球の種類を打者が見極める事が可能になった。また変化球の変化も旧シリーズ（パワプロ8まで）のような打者の手元で曲がるような変化に戻されている。
  - 前作までは、手元を離れた直後に変化するようになっていて、リアルプロ野球ゲームおよび現実とはかけ離れた軌道だった。
- 前作までシナリオモードやホームラン競争モードである条件を満たさなければ使用できなかったOB選手や隠し（控え）プロ選手が、本作からは最初から各モードで使用できるようになった。
  - サクセスモードの選手の解禁は白球ドリームをある程度にクリアするが必要。
- 本作品から選手名にカーソルを合わせ、特定のボタンを押すと、詳細能力が確認できるようになった。
- アレンジモードなどで使用できる選手名の音声（実況・ウグイス嬢が読み上げる際の音声）の内、これまで日本プロ野球に在籍した事のある選手の音声が、大量に削減された。

## サクセスモード
従来のサクセスの世界観にした「白球ドリーム」と、前作から追加された「栄冠ナイン」の二本立てとなっている。前作同様、「白球ドリーム」から作成した選手が「栄冠ナイン編」でイベントキャラとして参加することができ、「栄冠ナイン編」から自チームの卒業生が「白球ドリーム」でイベントキャラか継承選手として参加することがある。なお、栄冠ナイン編からの継承選手は自チームだけじゃない相手チームにも登場する。

### 白球ドリーム 熱血！社会人野球
3編のシナリオのうちの1つが社会人野球だった『12』を除けば、『'99開幕版』・『2000』以来となる純粋な社会人野球編である。
世界観『14』と同様、プロ球界は3リーグ18チーム制になった後の世界が舞台となる。ただし、「第三世代（猛田、東條、六道の3人）がプロ入りを果たせなかったこと」を前提とした話になっている。なお今回のサクセスでは、第一・第二世代のキャラがほとんど登場しない。公式ガイドのスタッフインタビューによると、「レギュラー」が出続けることが新規プレイヤーに与える弊害を考慮した、とのこと。
また、本作は『5(9)』から始まったストーリーと世界観が使用された最後の作品であり、本作を最後にサクセスの世界観がリセット、または作品毎に繋がりが持たなくなる。
シナリオ概要
（株）パワフル
一般企業。主人公は仕事と野球を両立させながらプロ入りを目指す。打倒神楽坂グループを目標に掲げている。
神楽坂グループ
社会人野球で数々の功績を収めた名門企業。他の2チームと違い仕事をする事なく練習に打ち込む事ができる。徹底した実力主義を敷いており、階級社員制度と呼ばれる定期的に行われる試験の結果によって階級（一級～三級）が決められ、それによって給料も変化する。地方大会決勝でTOJOインターナショナルに三度惨敗した事によってオーナーの怒りを買い、廃部の危機に立たされる。
鳳フェニックス
アマチュアクラブチーム。定期的に部費が回収され、何度も滞納するとクビになってしまう。部費を規定額よりも多めに支払っておくと、練習器材のレベルをアップさせる事ができる場合もある。主人公の収入源は人材派遣のアルバイト。リストに挙げられた企業の中から派遣先を選択し、派遣先のノルマをクリアしなければならない。派遣先では業種によって練習ポイントや能力を獲得する事ができる。
エンディングテーマ
そよかぜハミング♪
作詞：sana（KDE-J）
作曲：広野智章
ボーカル：荒木夏香・荒木舞香

#### 全編共通の登場人物
主人公（パワプロ君）
プレイヤーキャラ。高校、大学時代にプロ入りできなかった主人公は社会人野球の選手としてドラフト資格を取得できる3年目でのプロ入りを目指す。3年目でプロ入りできなければ両親との約束により、プロ入りを諦めなければならない。
なお、『パワメジャ2009』の「ギガンテス編」の主人公は（株）パワフルから移籍した選手である。
矢部明雄
主人公の幼馴染である外野手。
ダイジョーブ博士
シリーズお馴染みのマッドサイエンティスト。
ゲドー君
ダイジョーブ博士の助手。
犬
シリーズお馴染みのマスコット的キャラ。今作は名前を選択することができる。
影山スカウト
プロ球団のスカウト。彼の評価を得る事がエンディングの条件となる。
根霧蓮（ねぎり れん）
『パワプロ11』・『パワプロ13』で登場した根霧蘭の妹。前作に引き続き登場のショップ店員。

#### （株）パワフルの登場人物
轟大助（とどろき だいすけ）
投手。野球部のエースで主人公の先輩。兄貴肌で人望も厚く、主人公のよき理解者であるが、頑固な一面も併せ持つ。
丸尾一平（まるお いっぺい）
内野手。主人公の1年後輩。走攻守に優れた天性の才能を持つが、相手の力量に合わせて態度を変える。
玉野球太郎（たまの きゅうたろう）
監督兼社長。普段は温厚な社長であるが、野球の時には熱くなる。
矢島勤造（やじま きんぞう）
部長。野球部員ではなく仕事一筋。練習にかまけて仕事を疎かにすると主人公に釘を刺す事もある。
花井桃子（はない ももこ）
主人公と同期入社のOL。何かと気が利き社員にも人気が高い。彼女候補の一人。ただちょっとおっちょこちょい。

#### 神楽坂グループの登場人物
神楽坂光彦（かぐらざか みつひこ）
投手。主人公の同期にしてライバル。グループの御曹司でCEOの子供。アメリカ留学の経験があり「ミッチェル王子」の異名を持つ。そのため、会話には「～だから、ね。」「～こと、さ。」と間を開けたり、片言の英語が混ざっている。天性の野球センスを持ち多彩な変化球を操るが、ハングリー精神に欠ける。サクセスモードクリアの場合、猪狩カイザースにドラフト3位指名される。
腰巾着男（こしはば つくお）
捕手兼一塁手。主人公の先輩。名前の通り、目上の人間には腰巾着（こしぎんちゃく）のように振る舞い、後輩には横暴な態度で接する。徹底的に典型的なイヤな先輩。
物語の展開に関係無くドラフトでは呼ばれることは無いが、終盤の展開次第では腰巾が気になっていた一人の女子から励まされ、腰巾着を振舞いつつもう一度プロを目指すことを決意する。
男前田洋平（おとこまえだ ようへい）
監督。徹底した実力主義者で、試験や試合でミスをすると容赦なくペナルティを課す。
六道聖（ろくどう ひじり）
経理部に勤務。今作ではある事情により野球から遠ざかっており、選手として参加することはない。主人公の才能をいち早く見抜き、特訓を課す。終盤の展開次第で復帰を決意し、神楽坂グループ初の女子部員として野球部に入部する。
『パワプロ2016』以降の作品では、神楽坂グループの固定捕手になった（代わりに腰巾着男は登場しない）。
神楽坂光成（かぐらざか みつなり）
神楽坂グループCEO（最高経営責任者）。「なのだ」が口癖。監督同様に徹底した実力主義者だが、孫の光彦を溺愛する。
日和ミヨ（ひより みよ）
秘書課長。彼女候補の一人。パワプロシリーズのキャラクターの中でかなり色っぽい所があり、パワプロ2016のパワフェスで彼女を筆頭マネージャーにすると、彼女以外のマネージャーだと主人公が「うおー」と気合を入れているが、日和だと唯一「フニャー」と顔を緩ませている。

#### 鳳フェニックスの登場人物
猛田慶次（たけだ けいじ）
主人公とは同期入社で高校時代からのライバル。性格の似た盛田を兄貴分として慕っている。
盛田燃児（もりた ねんじ）
投手。キャプテン。絵に書いたようなスポ根の持ち主。
松緒二久（まつお ふたひさ）
主人公の1年後輩。イカつい風貌でいつも不気味な笑みを光らせている。猛田に懐いている。
鳳永路（おおとり ながみち）
監督兼オーナー。大の女好き。
鳳柑奈（おおとり かんな）
監督の孫で野球部マネージャー。いい加減な監督に替わって経理など殆どのマネージメントをこなす。彼女候補の一人。

#### ライバルチーム選手
地方大会で激突するライバル企業の選手。自分が強化合宿を選出された、または自チームが都市都抗野球本戦進出した場合、彼らと共に練習する機会が与えられ、それぞれが得意とする練習を共にすると「ライバルタッグ練習」が発動し、普段よりも多く練習ポイントが獲得できる。
下記の選手に加え、神楽坂光彦、猛田慶次、他チームの継承選手がライバルタッグ練習・都市対抗補強選手にする事ができる（所属チームが同じ場合ライバルタッグは発生しない）。
東條小次郎 (とうじょう こじろう)(TOJOインターナショナル)
TOJOインターナショナルの御曹司。今作では「広角打法」の代わりに、「プルヒッター」を持つ。
田中山太郎 (たなかやま たろう)(てくてくテック)
『パワプロ13』から登場の元バス停前高校投手、今作では遊撃手に転向のため、投手適正がなくなったが、守備能力も高くなっている。
善斗薫 (ぜんと かおる)(極亜久商会)
『パワプロ13』から登場の元極亜久高校投手、リーゼントがトレードマーク。
御堂筋太郎(みどう きんたろう)(ナニワ貿易)
強肩巧打の捕手。『パワプロ13』の御宝金太郎のリファイン。関西弁で喋る。なお、「みどうすじ たろう」と読むのは誤り。
匠隼人(たくみ はやと)(ロケット急便)
俊足の外野手。
波頭しぶき(なみがしら しぶき)(ぴちぴち水産)
速球派投手。着る服がぴちぴちになるような体格をしている。
羽夢麗斗(はむ れいと)(アゲアゲ☆ベースボールクラブ)
投手。クラブ・アゲアゲのナンバー1ホスト。シュート、スラーブ、SFFなど多彩な変化球を使用するが、その理由は「名前がカッコイイから」である。なお、羽夢麗斗は源氏名。

#### 全国大会の対戦選手
地方大会のライバルとは違って、ライバルタッグは発生しない。もちろん補強選手として加入する事もできない。
世渡馬以造(よわたり うまいぞう)(天下建設)
チーム代表の最年長社会人野球選手。二塁手。
ロッカー・ビリー(ワールドワイドワークス)
チーム代表のバッター。豪快なホームランバッター。一塁手。
源電吉(みなもと でんきち)(主電源メインパワーズ)
常に感電してるような顔をしている外野手。
田村(どすこい酒造)
『'99開幕版』・『パワプロ2000』から登場のチーム。
チームを支える豪腕ピッチャー。『パワプロ2018』現在全名は不明。
爽田一輝(そうだ いっき)(ミゾットスポーツ)
爽やか投手。フェアプレーの精神。
ちなみに『パワプロ12』の社会人編に登場した、山口・ブロンコ・多賀は登場しない。
社長 (黒獅子重工)
社会人野球編では毎回登場するアマチュアチーム。今作は部長は試合のみの登場でイベントには登場しない。
チームのキャプテン。三塁手。
覇王豪丼(はおう ごうどん) (覇王)
都市対抗大会を優勝の場合、日本選手権の決勝戦で黒獅子重工の代わりに戦うことになるチームでもある。
社会人野球界の頂点に君臨する投手。ある事情により表舞台には姿を現さなかったが、都市対抗で黒獅子重工を破ると日本選手権に参戦する。野手能力も優れているが、本作の試合はDH制が採用されているため、野手能力はサクセス中には発揮されない。

### 栄冠ナイン 目指せ名門野球部
概要については実況パワフルプロ野球14を参照。
- 前作との変更点

新たに体力の概念が追加され、さらにこの4つのアイコンが追加された。
練習休み休養日にして、部員の体力を回復させる。
仮設シャワー部員の体力を回復させる。練習器材の「仮設シャワー」を入手すると、進行アイコンとして登場する。
マッサージチェア部員の体力を回復。練習器材の「マッサージチェア」を入手すると、進行アイコンとして登場する。
練習指示今まで毎月初めにしか設定できなかった各部員への練習メニューの変更がいつでも行える。
他にも、隣り合う練習進行アイコンが同じ種類の時、カード型のアイコンが合体し、効果の高い練習が行える。
さらに、新パネルが2種類追加された。
緑パネル部員の体力を回復させることができる。
特訓パネル選手を選んで特別な特訓を行う。うまくいけば、望みの特殊能力をゲットできる（例：パワーヒッター、対強打者○など）。
- 本作は夏の大会終了直後、アレンジチームとして登録（セーブ）できる。
- 自身学校のランクの変動は、本作は相手チームのランク次第である。さらに、夏の地方大会予選は、本作は一定確率で2回戦からスタートする場合もある。